# Garfield az élet sűrűjében
A Garfield az élet sűrűjében, RTL-es szinkronban: Garfield és barátai: A nagy találkozás (eredeti cím: Garfield on the Town) 1983-ban bemutatott amerikai rajzfilm, amely a Garfield-sorozat második része. Az animációs játékfilm rendezője és producere Phil Roman. A forgatókönyvet Jim Davis írta, a zenéjét Ed Bogas, Desirée Goyette és Lou Rawls szerezte. A tévéfilm a United Media Productions és a Mendelson–Melendez Productions gyártásában készült.
Amerikában 1983. október 28-án a CBS-en sugározta. Magyarországon három szinkronos változat is készült belőle, amelyekből az elsőt az MTV2-n 1993. március 26-án, a harmadikat az RTL Klubon 2010. október 17-én vetítették le a televízióban, a másodikat 2004-ben adták ki DVD-n a Garfield a nagyvárosban címmel.
A film cselekménye az 1984. december 3-a és december 25-e közötti képsorok cselekményén alapul.

## Cselekmény
Jon bosszankodni kezd, amiért az epizód elején Garfield és Odie (Ubul) rendetlenséget csinálnak a lakásban. Mivel szerinte viselkedési probléma állhat a háttérben, állatorvoshoz viszi őt. Útközben Garfield kiesik az autóból és eltéved a belvárosban. Összefut a kóbor macskákkal, akik vadászni kezdenek rá, miután megsérti a vezetőjüket. Egy elhagyatott olasz étteremben köt ki, ahol találkozik az anyjával. Mint kiderül, ezen a helyen született és itt szerezte a lasagna iránti rajongását is. Közben Jon keresni kezdi Garfield-et: először felhívja Liz Wilson doktornő rendelőjét, majd egy hirdetést akar feladni a helyi lapban, sikertelenül.
Másnap Garfield találkozik a nagyobb családjával, köztük az anyai nagyapjával. Mindannyian girhesek, mert egerészésből élnek. A kóbor macskák megtalálják őket és követelik, hogy adják ki nekik Garfield-et. Ők ezt megtagadják, mire kitör a verekedés. A csapatuk győz, de Garfield gyáván elbújik ez alatt, ezért a nagyapja azt mondja neki, hogy menjen vissza a gazdájához. Végül anyja is azt mondja neki, hogy így lesz a legjobb, ezért távozik. Újra az utcára kerül, ahol elered az eső. Végül Jon és Odie rátalálnak és hazaviszik. Másnap úgy ébred az ágyában, hogy azt hiszi, csak álmodta az egészet, de hirtelen megjelenik az ablakban az anyja sziluettje, aki követte őt, hogy meggyőződjön, hogy jó helyre kerül.

## Szereplők
| Szereplő          | Eredeti hang                   | Magyar hang        | Magyar hang        | Magyar hang     |
| Szereplő          | Eredeti hang                   | MTV2 (1993)        | InterCom (2004)    | RTL Klub (2010) |
| ----------------- | ------------------------------ | ------------------ | ------------------ | --------------- |
| Garfield          | Lorenzo Music                  | Kerekes József     | Kerekes József     | Kerekes József  |
| Jon Arbuckle      | Thom Huge                      | Pusztaszeri Kornél | Pusztaszeri Kornél | Czvetkó Sándor  |
| Odie (Ubul)       | Gregg Berger                   | Szűcs Sándor       | saját hangján      | saját hangján   |
| Fő kóbor macska   | Gregg Berger                   | Borbély László     | Seder Gábor        | Hegedűs Miklós  |
| Vincent           | Gregg Berger                   | Szokol Péter       | Sörös Miklós       | Király Adrián   |
| Garfield anyja    | Sandi Huge                     | Menszátor Magdolna | Rácz Kati          | Molnár Zsuzsa   |
| Ricsi (Raoul)     | George Wendt                   | Faragó József      | Papucsek Vilmos    | Katona Zoltán   |
| Garfield nagyapja | C. Lindsay Workman             | Simon György       | Faragó András      | Kajtár Róbert   |
| Dr. Liz Wilson    | Julie Payne                    | Kiss Erika         | Rácz Kati          | Agócs Judit     |
| Cicalányok        | Desirée Goyette Allyce Beasley | ?                  | Rácz Kati          | ?               |

## Szinkronstábok
| Beosztás              | 1993                                | 2004          | 2010             |
| --------------------- | ----------------------------------- | ------------- | ---------------- |
| Felolvasó             | Kertész Zsuzsa                      | ?             | Korbuly Péter    |
| Magyar szöveg         | Bálint Ágnes                        | Tóth Balázs   | Borsiczky Péter  |
| Hangmérnök            | Solymosi Ákos                       | Tőkés Bálint  | Hidvégi Csaba    |
| Rendezőasszisztens    | Rónai Rita                          | –             | Száz Andrea      |
| Vágó                  | –                                   | Bárány György | Horváth István   |
| Gyártásvezető         | Vácz Zsuzsanna                      | Czobor Éva    | Mészáros Szilvia |
| Technikai munkatársak | Áhel László Katona István           | –             | –                |
| Szinkronrendező       | Szalay Éva                          | Kozma Attila  | Ullmann Gábor    |
| Producer              | –                                   | –             | Kovács Zsolt     |
| Szinkronstúdió        | Syinthrate                          | Kozmafilm     | Szinkron Systems |
| Közreműködő           | Demjén Imre vállalkozása Viton Kft. | –             | –                |
| Megrendelő            | MTV2                                | InterCom Zrt. | RTL Klub         |

## Betétdalok
| Dal                         | Előadó                    |
| --------------------------- | ------------------------- |
| Just Another Crazy Day      | Lou Rawls                 |
| Startin' from Scratch       | Lou Rawls                 |
| Home Again                  | Desirée Goyette           |
| The Claws                   | Lou Rawls Desirée Goyette |
| Because I'm Home / I'm Home | Desirée Goyette           |

## Díjak
A tévéfilm 1984-ben nyert a Primetime Emmy Award-on az Outstanding Animated Program kategóriában.